# Rhodos (město)
Rhodos (řecky Ρόδος, italsky Rodi) je řecká obecní jednotka a město na ostrově Rhodos v Egejském moři v souostroví Dodekany. Je hlavním městem ostrova. Do roku 2011 bylo obcí. Nachází se v severovýchodní části ostrova u pobřeží. Na východě s obecní jednotkou Petaloudes a na jihu s obecní jednotkou Kallithea. Je jednou z deseti obecních jednotek na ostrově. Historické jádro města, jemuž vévodí Palác velmistrů, který zbudovali Johanité, patří k nejlépe zachovaným středověkým městům v Evropě, a je proto od roku 1988 zapsáno na seznam světového dědictví UNESCO. Město Rhodos patří k oblíbeným turistickým cílům, není tedy divu, že se jeho historická část a přilehlé oblasti tomuto trendu přizpůsobily, neboť zdejší obyvatelé žijí v podstatě pouze z turistického ruchu.

## Obyvatelstvo
Obecní jednotka Rhodos je tvořena jednou komunitou, která kromě hlavního města obsahuje dvě další sídla. V závorkách je uveden počet obyvatel komunit a sídel.
- Obecní jednotka Rhodos (50636)
  - komunita Rhodos (50636) — Kritika (181), Rhodos (49541), Sgourou (914).

Skutečný počet obyvatel se odhaduje na 75 000, což je způsobeno tím, že většina zdejších stálých obyvatel se pro potřeby sčítání lidu zaregistrovala v místě svého rodiště. Tak je oficiální počet obyvatel podle sčítání nižší než množství lidí, kteří ve městě skutečně žijí.

## Historie

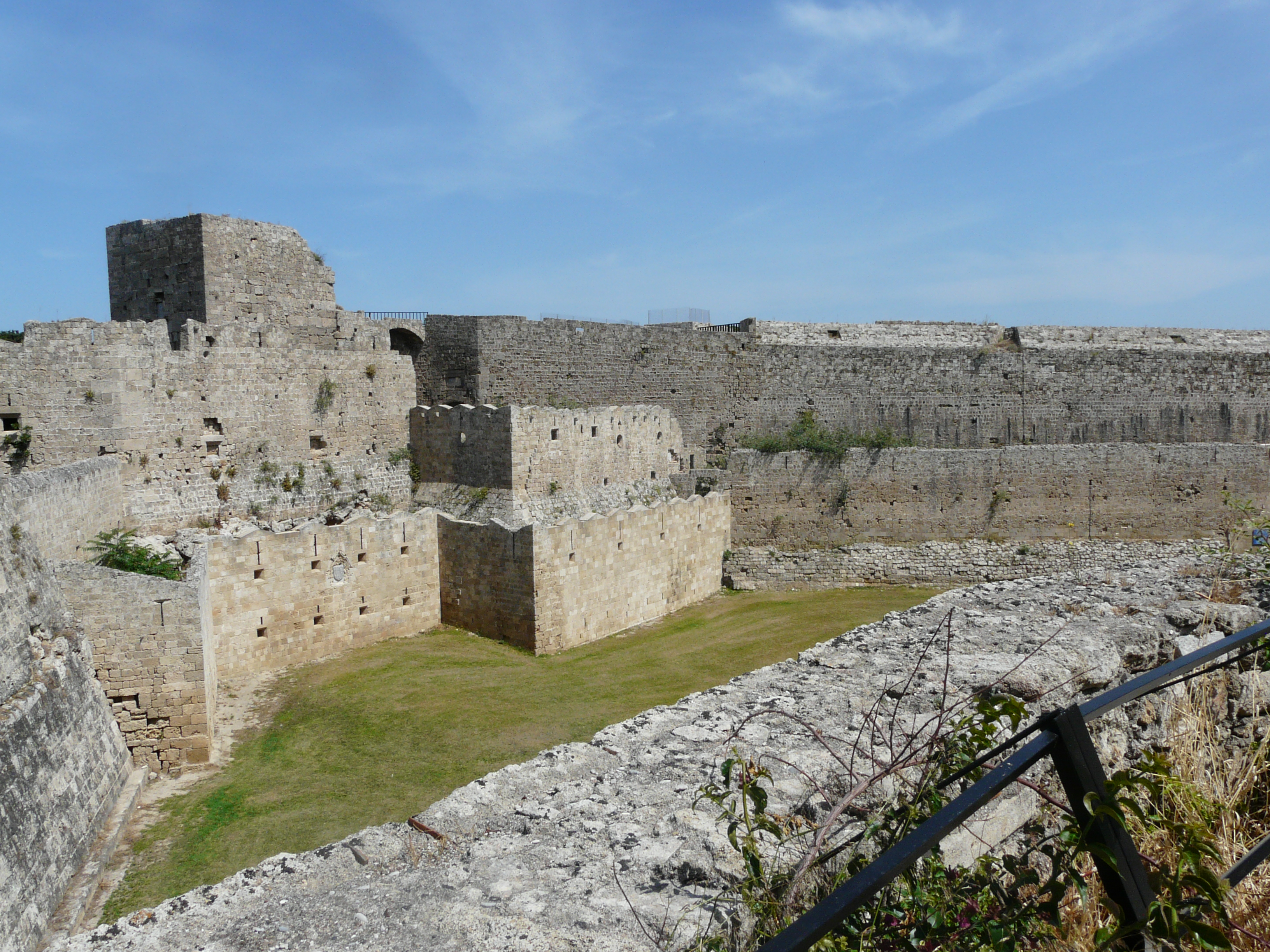
Opevnění starého města

Ostrov Rhodos leží na přirozené křižovatce mezi Evropou, Blízkým východem a Afrikou, což dalo městu i ostrovu v průběhu historie značnou kulturní, architektonickou a jazykovou různorodost. Ostrov je osídlen již od 4. tisíciletí př. n. l. (mladší doba kamenná).

### Klasické období
Město Rhodos bylo založeno v roce 408 př. n. l., kdy se k jeho založení spojily tři městské státy Lindos, Kamiros a Ialyssos, aby posílily své postavení vůči Athénám. a po tři století pak díky námořnímu obchodu, zkušeným stavitelům lodí a prozíravým městským vládcům zažívalo až do římské nadvlády svůj Zlatý věk. V letech 304 př. n. l.–292 př. n. l. vztyčil ve zdejším přístavu lindský sochař Chares proslulý Rhódský kolos, jeden ze Sedmi divů starověkého světa. Práce na 32 m vysoké soše boha Slunce Hélia mu trvaly celých 12 let a spotřeboval přitom 9 t stříbra. Kolos se tyčil u vjezdu do zdejšího přístavu Mandraki. 

Starověký Rhodos měl velmi dobře vybudovaný kanalizační systém a vodovodní síť.
Silné zemětřesení, jež postihlo Rhodos v roce 226 př. n. l., značně poškodilo město a bylo příčinou zřícení Rhódského kolosu. Po následujících osm století ležela socha v rozvalinách, až ji v roce 653 Arabové, kteří ostrov ovládli, prodali obchodníkovi z Edessy, který prý k jejímu odvezení potřeboval 900 velbloudů.

### Římské období

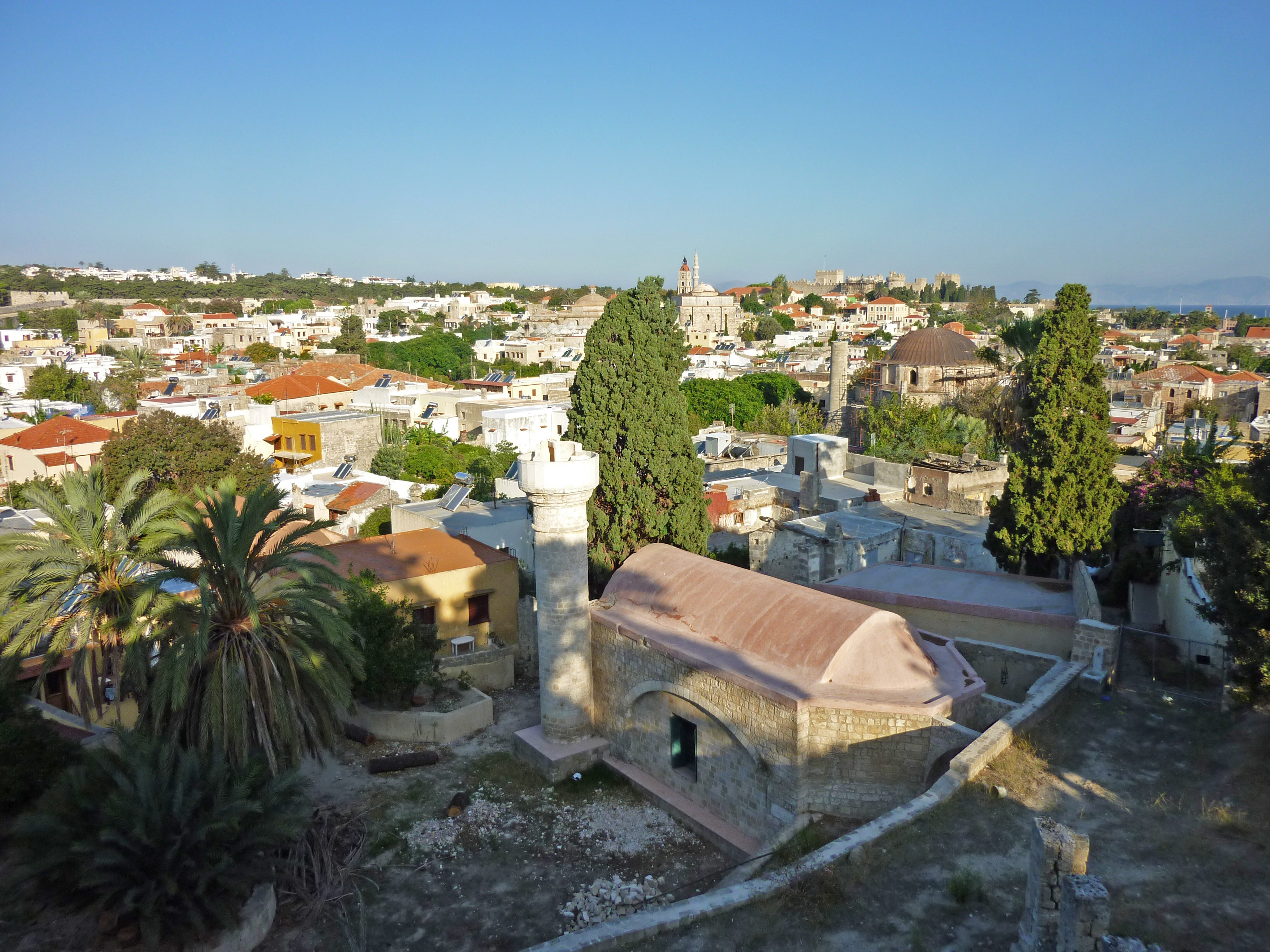
Staré město, v pozadí palác

Roku 164 př. n. l. se Rhodos stal částí římské provincie Asie. Město si i dále dokázalo uchovat svoji krásu a stát se jedním z center tehdejší vzdělanosti a umění. Na jeho území lze dodnes najít stopy římské přítomnosti, jež nám umožňují učinit si představu o úrovni tehdejší civilizace. Podle Skutků apoštolů (pátá kniha Nového zákona) se zde na konci své třetí misijní cesty zastavil apoštol Pavel.

### Byzantské období
Ve středověku byl Rhodos významným byzantským obchodním střediskem a křižovatkou lodních tras vedoucích mezi Konstantinopolem a Alexandrií. V počátcích byzantské vlády ostrov obsadili Isaurové z hornaté západní části Kilíkie a město vypálili. V 7. století ostrov obsadili Arabové. Byli to právě oni, kdo z vod přístavu vyzvedli zbytky zříceného bronzového kolosu a odvezli je do Sýrie, kde byly roztaveny a bronz použit na výrobu mincí. Po pádu byzantské říše v roce 1204 ostrov ovládl místní šlechtic Leo Gavalas, avšak nedlouho po jeho smrti přešla vláda nad ním opět do byzantských rukou, když jej ovládl nikajský císař.

### Rytířské období

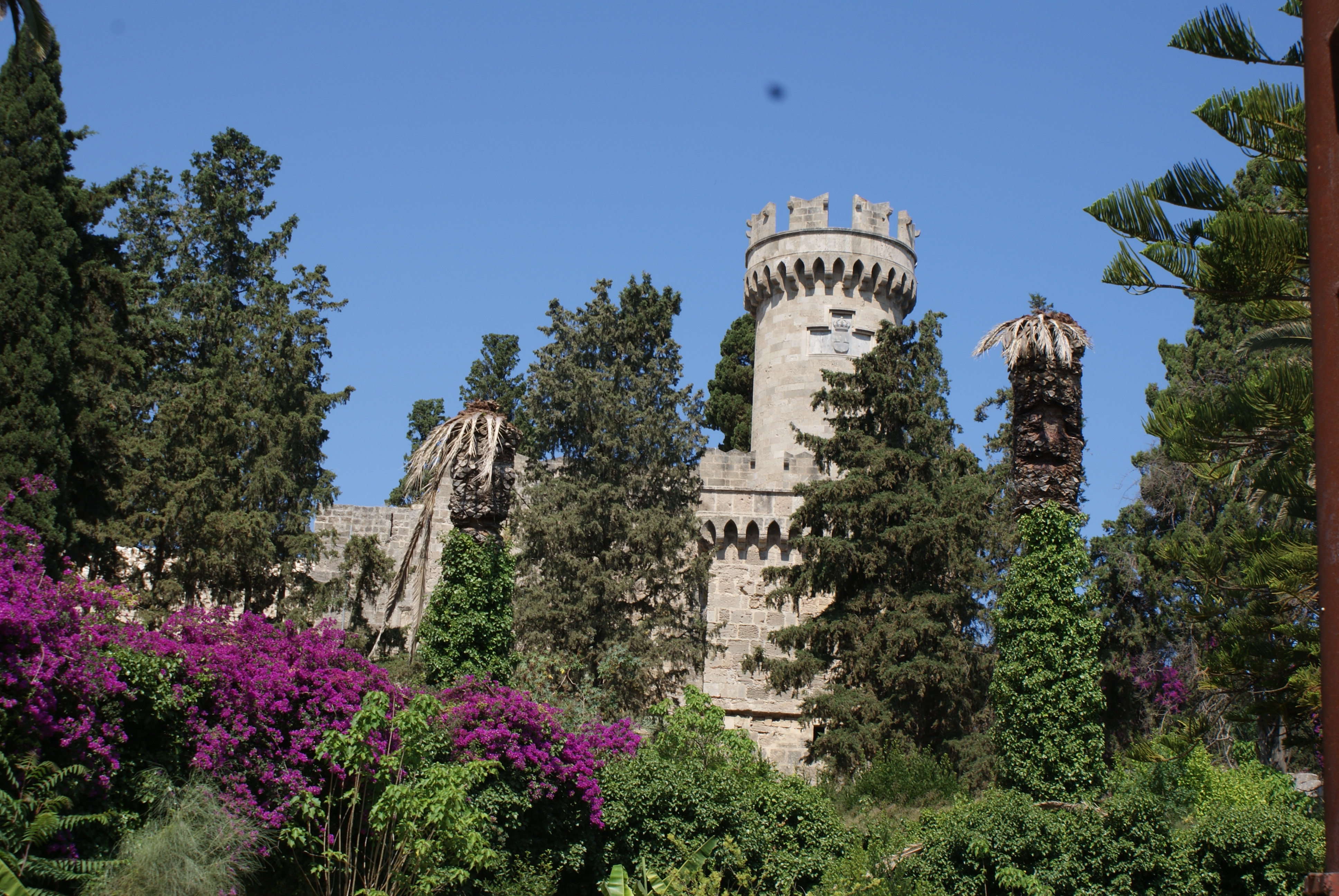
Palác velmistrů při pohledu ze zahrady

Rytířský řád johanitů se na ostrově usídlil poté, co po perzekuci templářů opustil v roce 1307 Itálii. Johanité zde zřídili své hlavní sídlo. V roce 1309 potvrdil papež Klement V. Rhodos jako državu řádu. Johanité na ostrově zůstali po další dvě století.
V roce 1444 provedla mamlúcká flotila egyptského sultána blokádu ostrova, avšak johanitům se díky loďstvu burgundského velitele Geoffroye de Thoisy podařilo jejich útok odvrátit.
Po pádu Konstantinopolu v roce 1453 se Osmanská říše začala rychle rozpínat a v roce 1480 nařídil sultán Mehmed invazi na ostrov. Vedl ji paša Mesic. Obráncům Rhodu se podařilo odrazit útok z moře i z pevniny a zahnat útočníky na útěk. Tato porážka zabránila invazi osmanských sil na Apeninský poloostrov, čímž zřejmě odvrátila vpád muslimských vojsk do západní Evropy a její ovládnutí.
Po porážce osmanských vojsk v roce 1480 nařídil velmistr řádu Fabrizio Del Carreto zesílit opevnění rhodských měst, na což po několik desetiletí osobně dohlížel. V roce 1521, kdy velmistr Del Carreto zemřel, byl Rhodos nejsilněji opevněnou křesťanskou baštou na světě. Město bylo obehnáno dvěma řadami hradeb s hlubokými příkopy (na některých místech i třemi řadami). Johanité odtud podnikali námořní výpady proti muslimským obchodníkům. To v roce 1522 přimělo nového sultána Sulejmana I. řečeného Nádherný k nové blokádě ostrova.

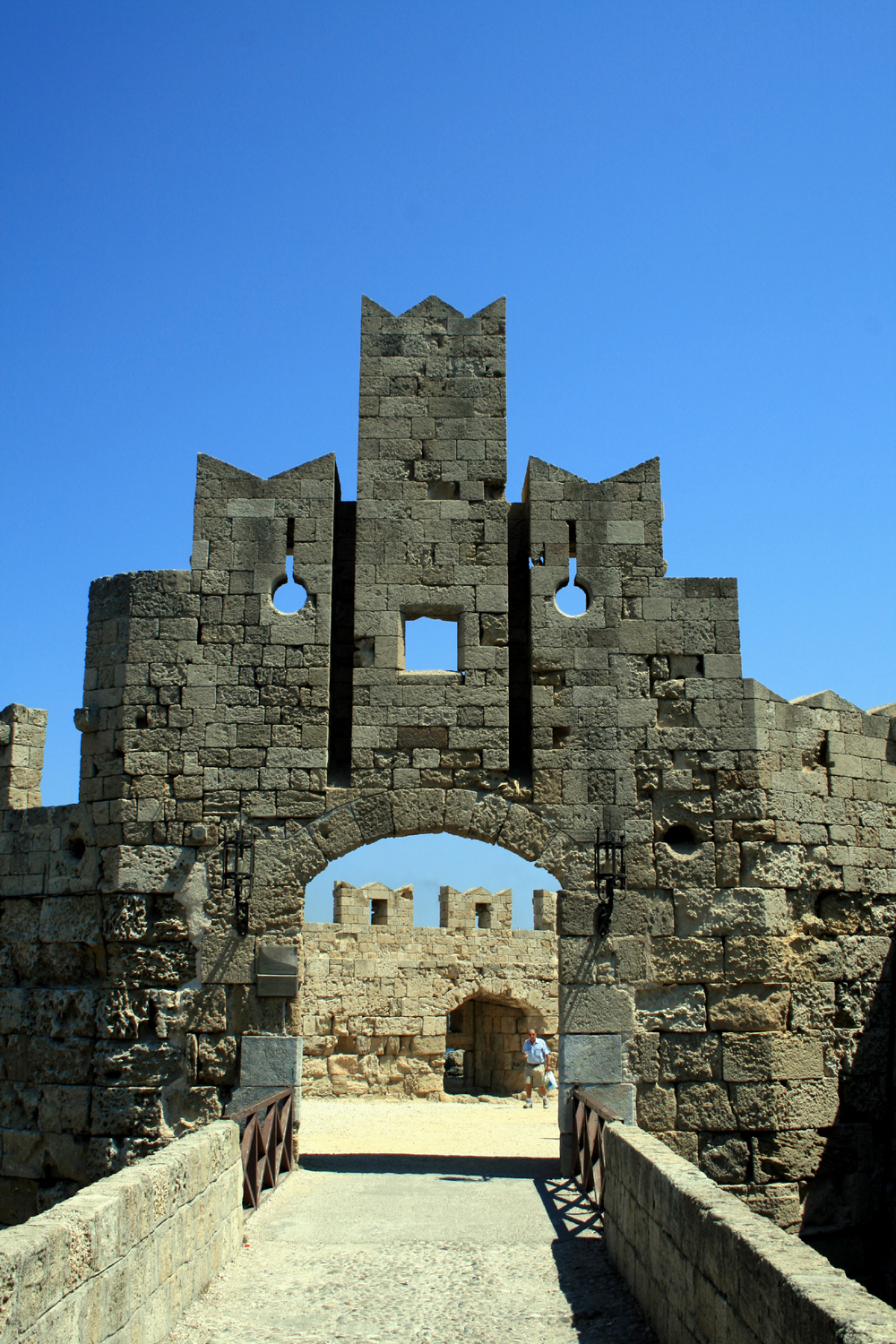
Vstupní brána na hradbách

Početně značně slabší obránci Rhodu (700 řádových rytířů a 6000 žoldnéřů  proti 200 000 osmanským vojákům a 400 lodím) hrdinně bránili město a způsobili nepřátelským obléhatelům citelné ztráty. V prosinci roku 1522 došlo k dohodě mezi vedením rytířů a Sulejmanem a johanitům bylo povoleno během dvaceti dnů opustit město s veškerým majetkem, který dokázali pobrat. Za to se jim dostalo příslibu, že obyvatelé města nebudou nijak trestáni a budou i nadále smět volně vyznávat svoji křesťanskou víru. 1. ledna 1523 opustili johanité Rhodos a ostrov ovládli Osmané.

### Osmanské období
V roce 1522 dobyli osmanští Turci po dlouhém obléhání město Rhodos. Vystavěli zde nové budovy: mešity, veřejné lázně a sídla pro novou elitu. Řekové byli přinuceni opustit opevněné město a usadit se v nových čtvrtích za hradbami.
Za osmanské éry město pozbylo svůj mezinárodní charakter, zachovalo si však svoji hlavní ekonomickou funkci tržiště pro zemědělské výrobky z vnitrozemí ostrova a okolních menších ostrovů.
Po upevnění své nadvlády nad ostrovem přeměnili Turci většinu kostelů na mešity a z velkých domů učinili soukromá sídla nebo veřejné budovy. Jednalo se o dlouhodobý proces, jehož cílem bylo přizpůsobit je osmanskému způsobu života. Zdobená průčelí domů z rytířského období, klenuté brány a zdi z přitesaných kamenů byly obohaceny prvky osmanské architektury přizpůsobené zdejšímu podnebí a kultuře. Při tomto procesu zůstala většina architektonických rysů stávajících budov zachována. Nejtypičtějšími přírůstky byly lázně (obvykle v zadní části domů) a uzavřené dřevěné balkony vystupující z průčelí do úzkých uliček.

Uličky starého města

Úpadek Osmanské říše v 19. století se projevil i ve městě. Zdejší stavby začaly chátrat, čemuž značně napomáhala i silná zemětřesení, jež bývají v této oblasti obvyklá.

### Italské období

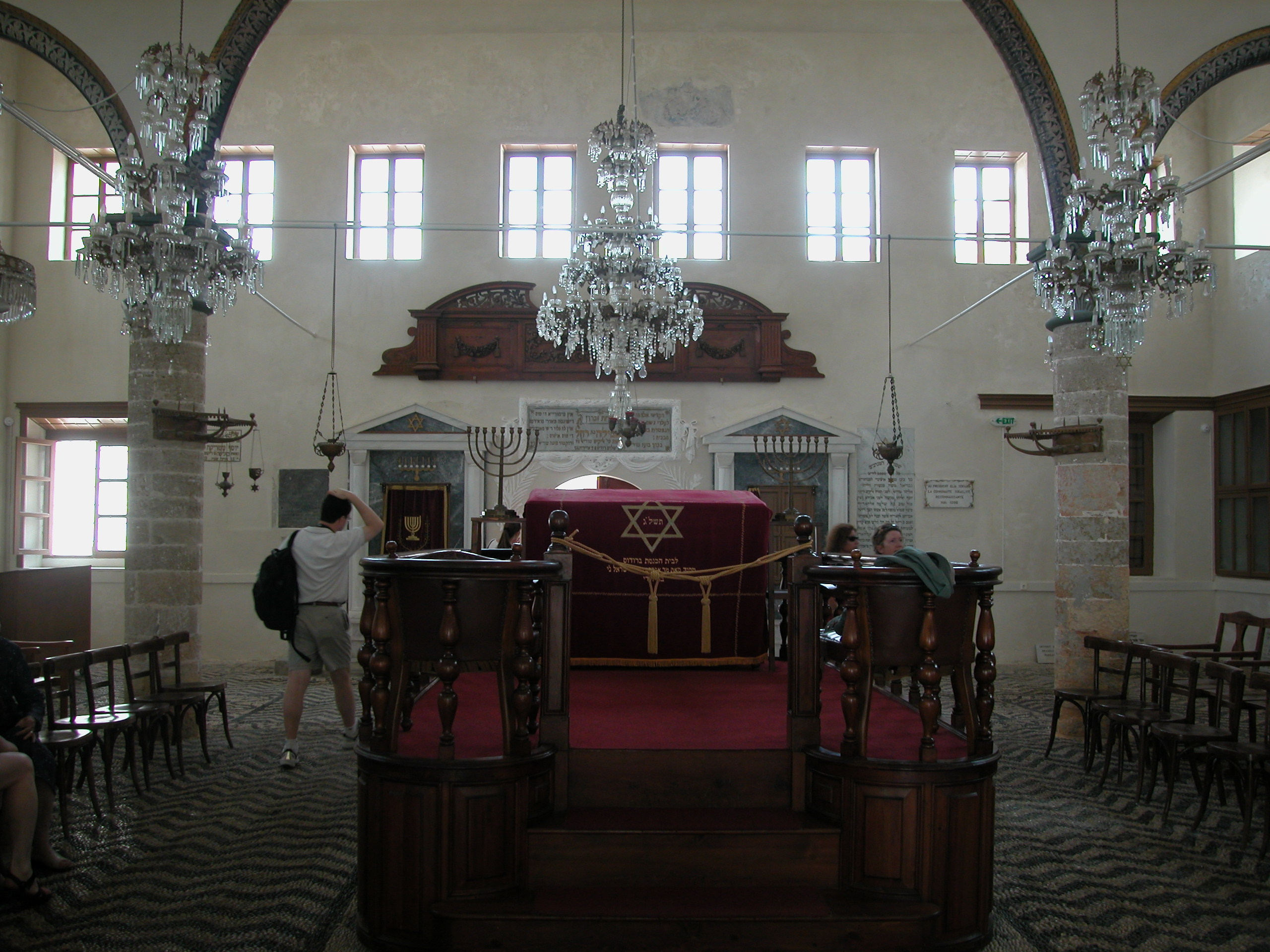
Vnitřek synagogy Kahal Šalom

Roku 1912 zabraly Rhodos stejně jako celé Dodekanéské ostrovy jednotky italské armády. V roce 1923 se pak celý ostrov stal součástí italské kolonie nazvané Isole Italiane dell'Egeo čili Italské egejské ostrovy. Italové strhli domy, jež byly v době osmanské nadvlády postaveny v blízkosti městských hradeb. Z židovského a tureckého hřbitova zřídili zelenou zónu obklopující středověké město. Zbourali všechny osmanské budovy, zachovali však veškeré památky z rytířského období. Zrekonstruovali také johanitský Palác velmistrů a započali s modernizací města.

## Pamětihodnosti
Ve městě je celá řada pamětihodností. Některé z nich se datují až do starověku, převážná většina jich však má středověký původ. Patří k nim zejména:
- Palác velmistrů řádu johanitů zbudovaný ve 14. století
- Středověké jádro města
- Rhodská akropole pocházející z helénského období (3. – 2. století př. n. l.)
- Starý přístav Mandraki, u jehož vjezdu kdysi stával proslulý Rhodský kolos.

### Galerie

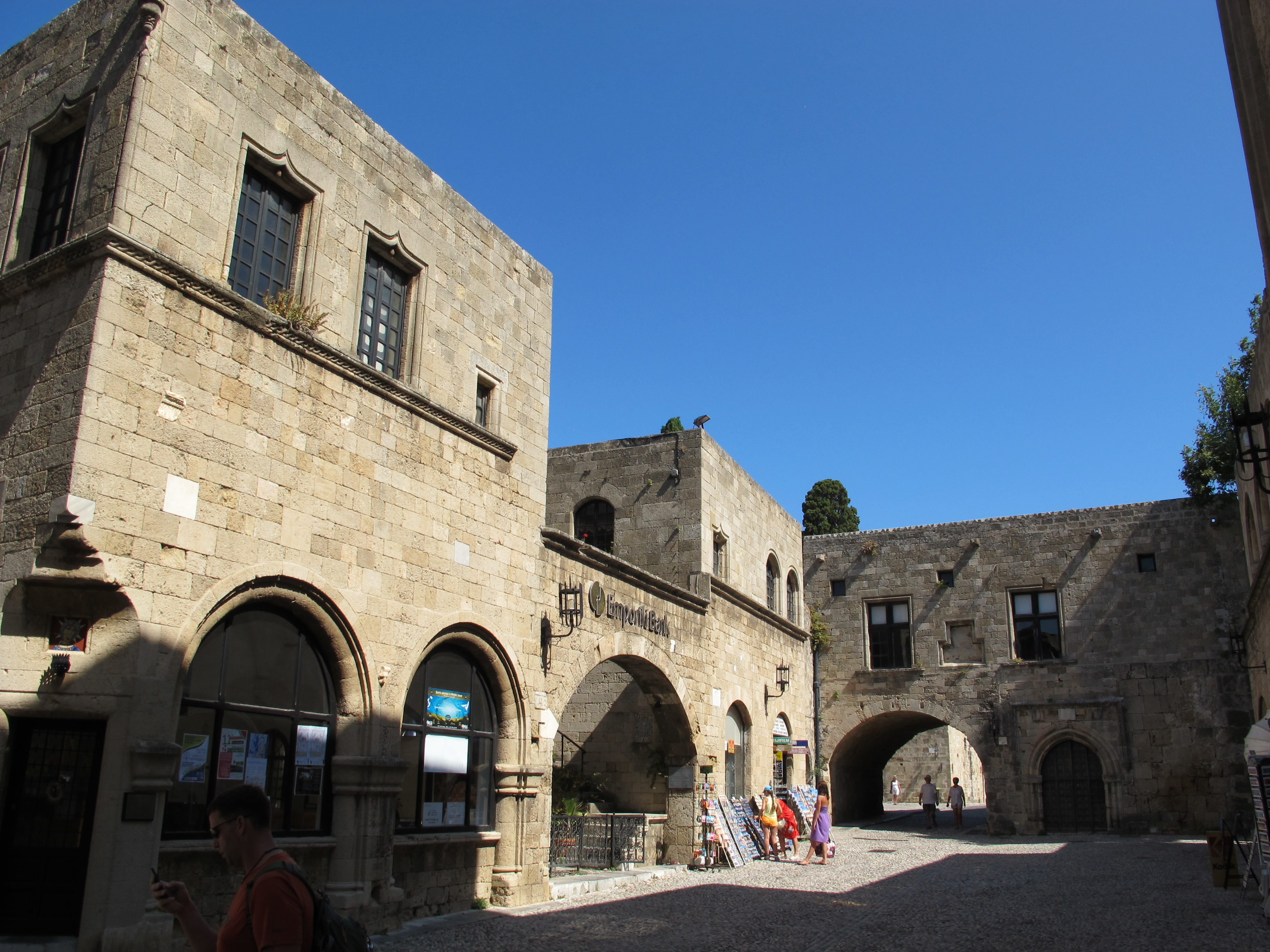
Rytířská ulice
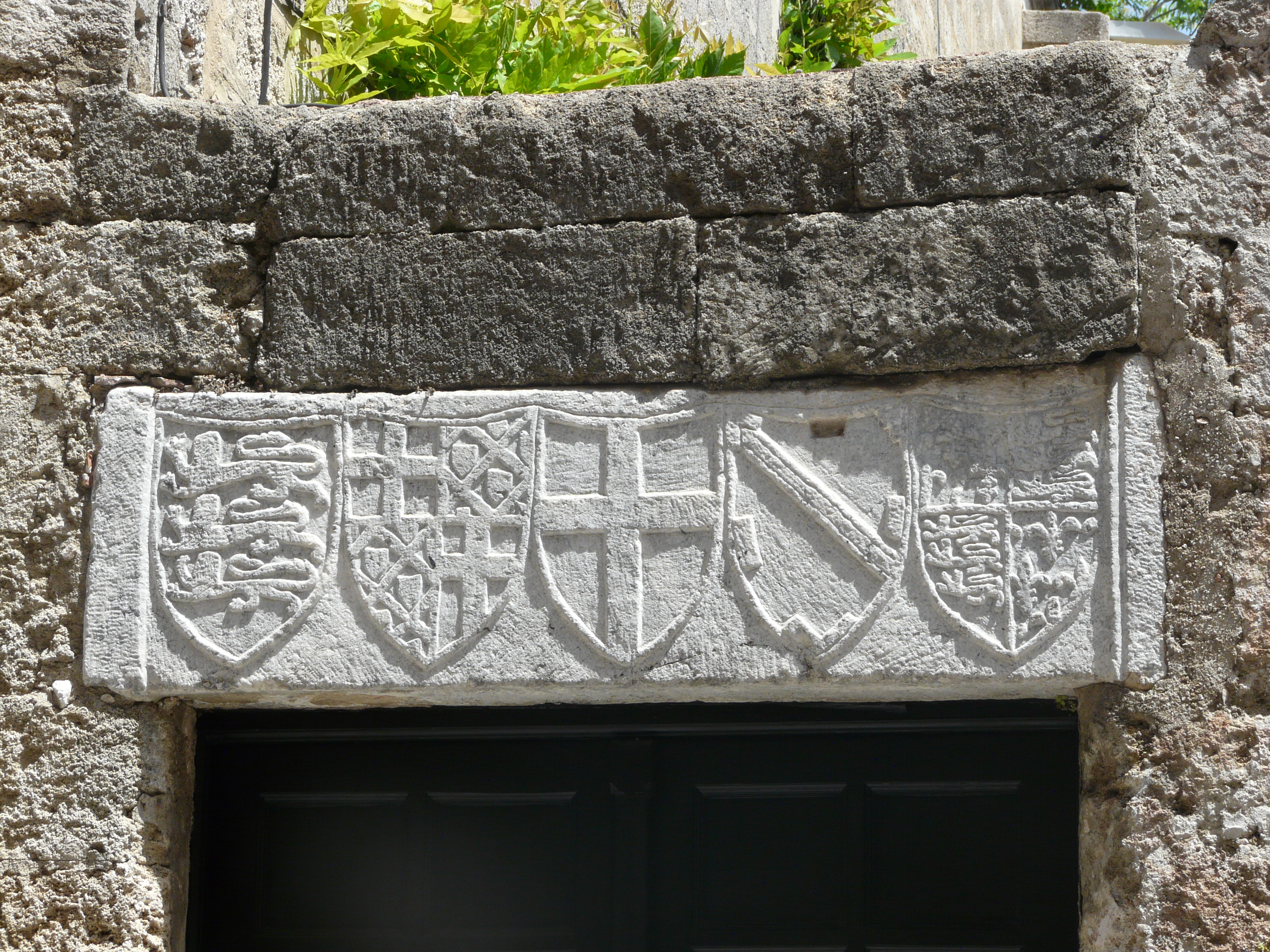
Nadpraží s erby
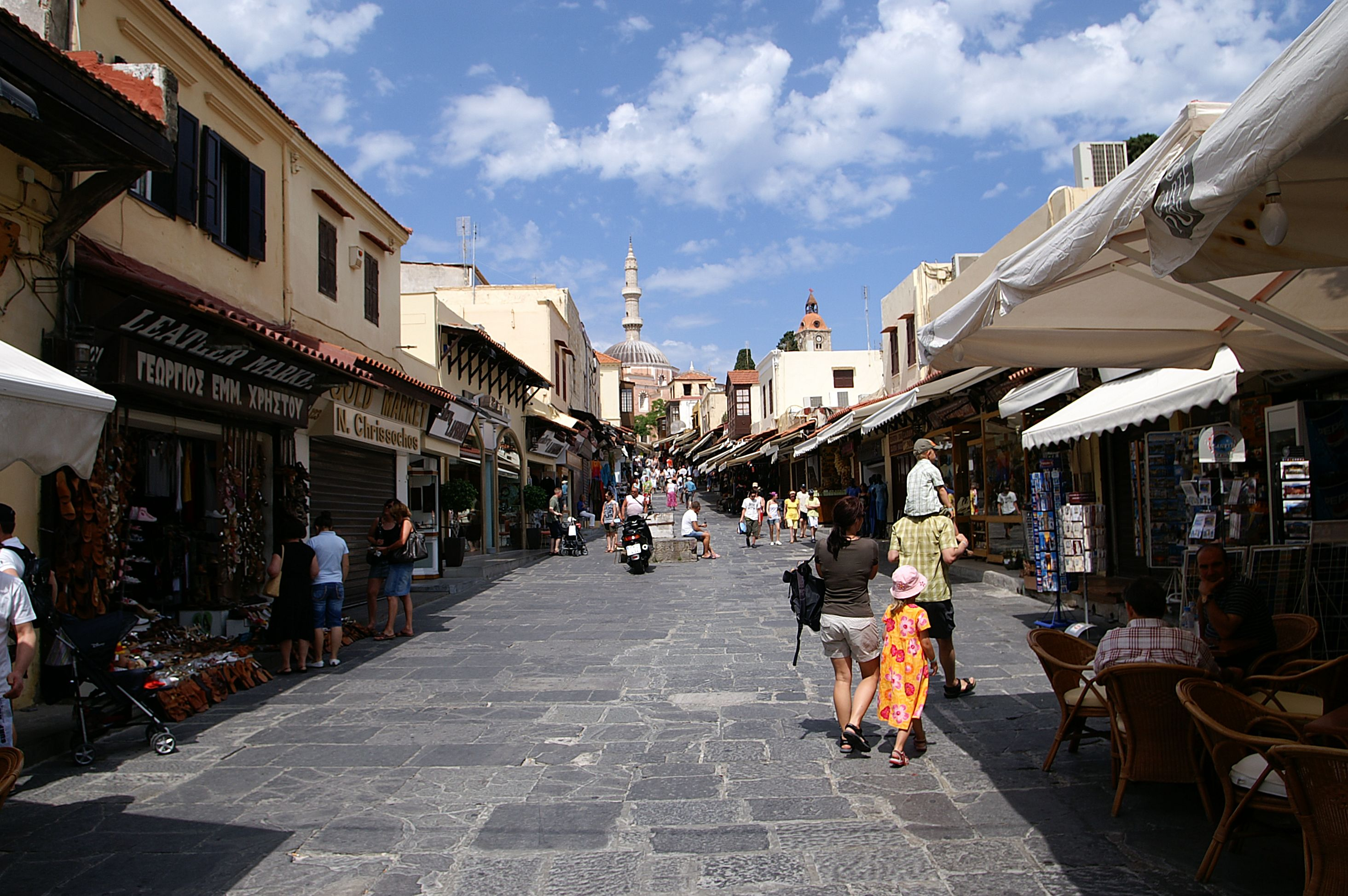
Sókratova ulice
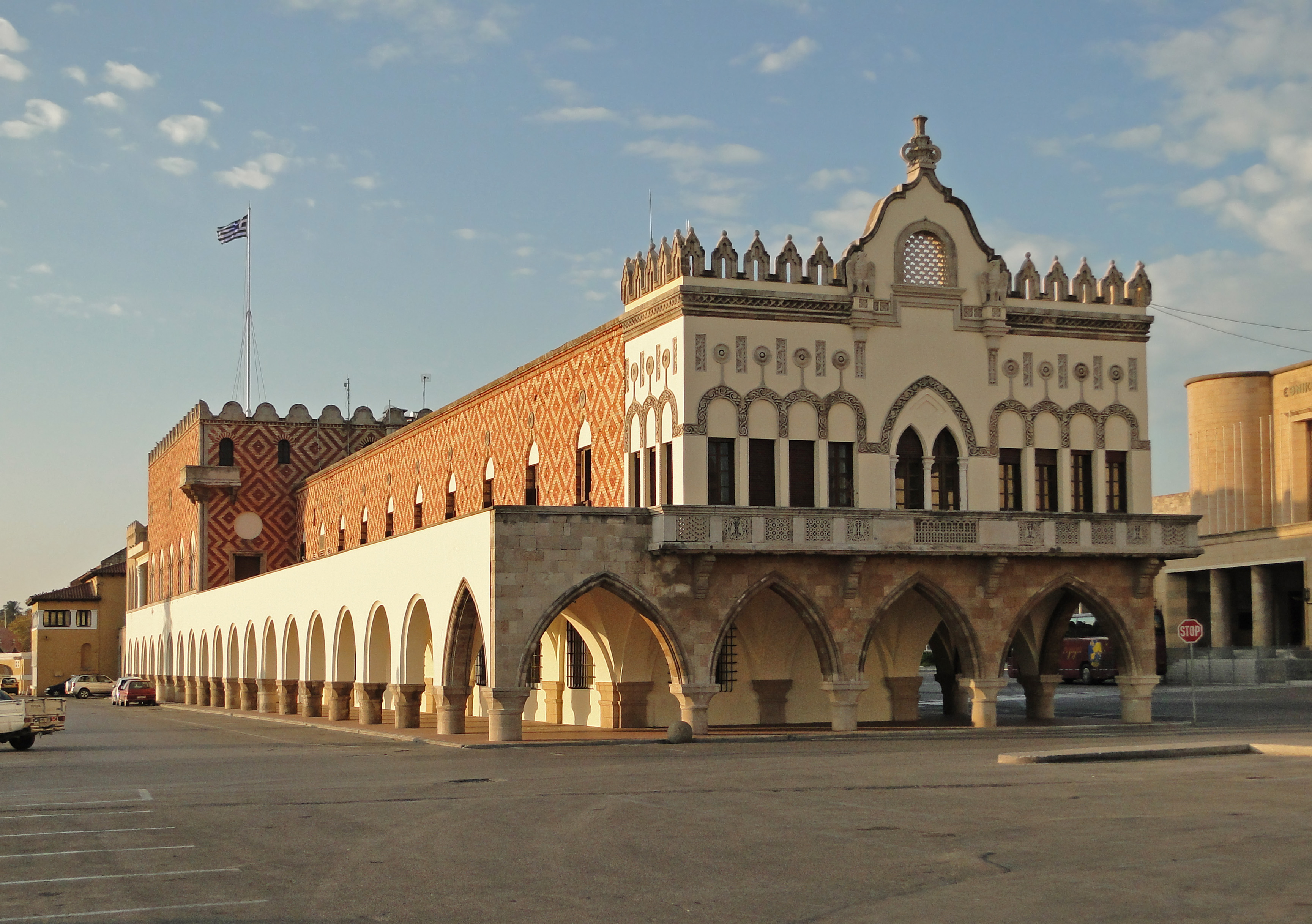
Palác guvernéra
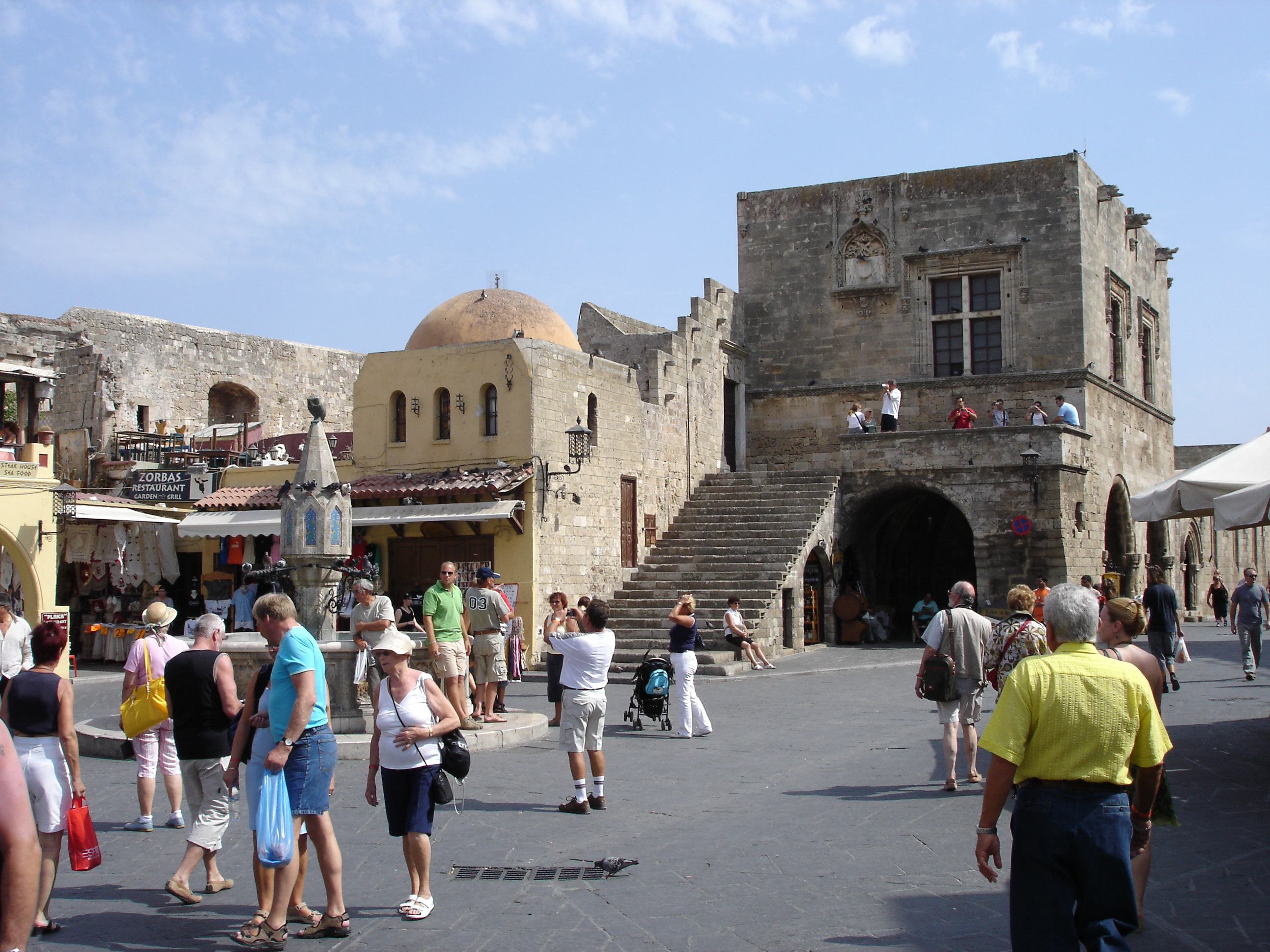
Hippokratovo náměstí
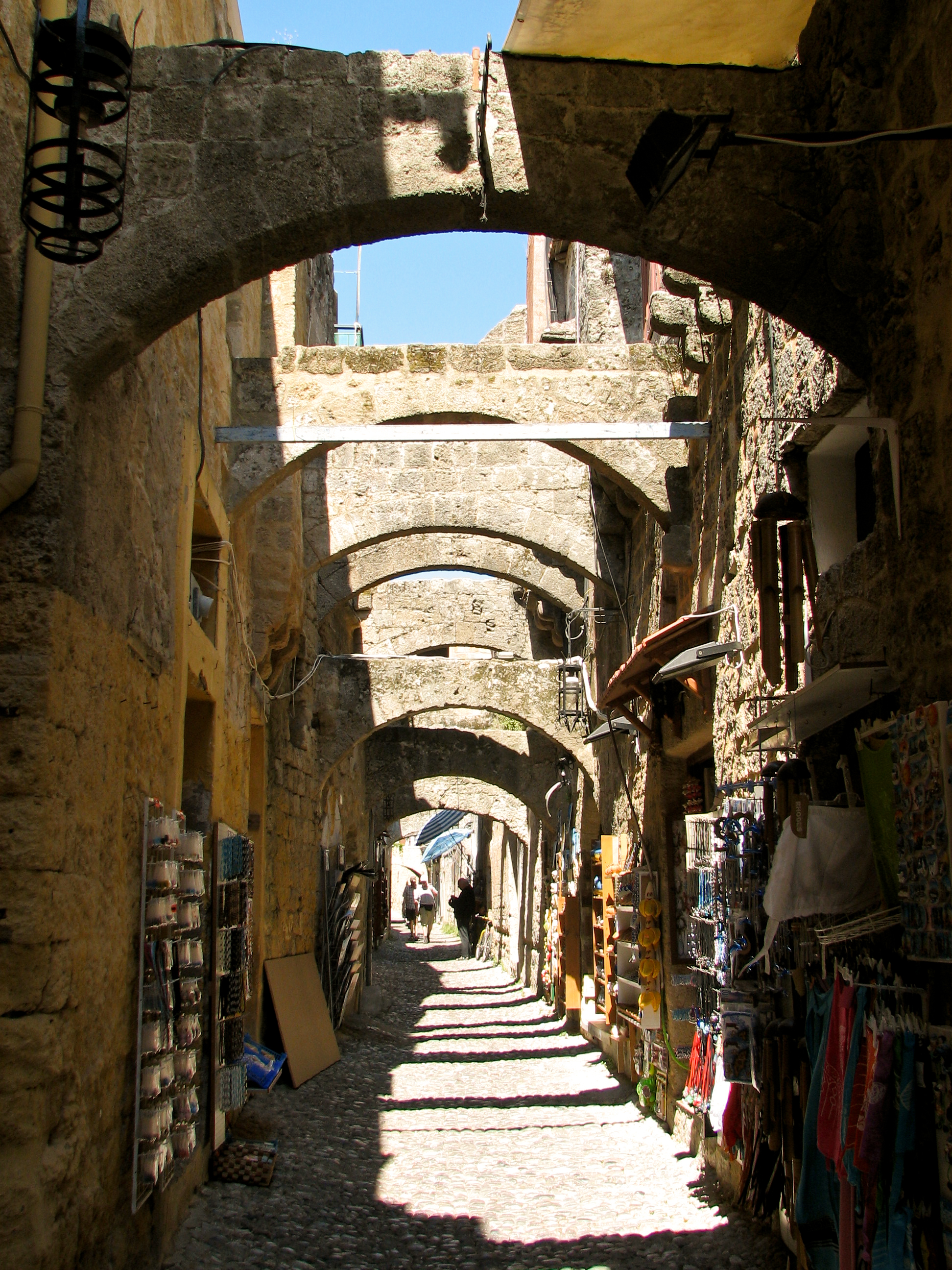
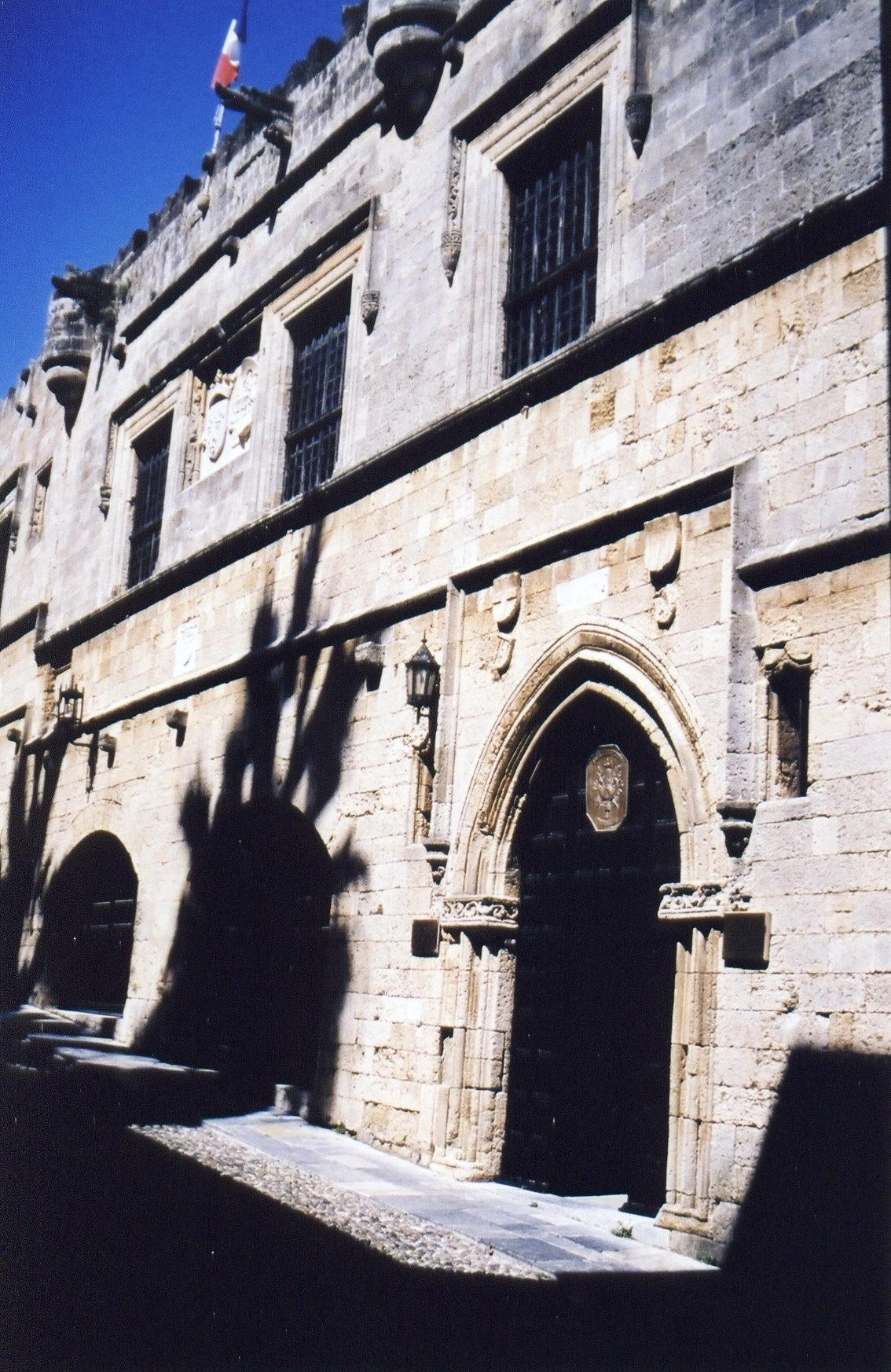
Rytířská ulice
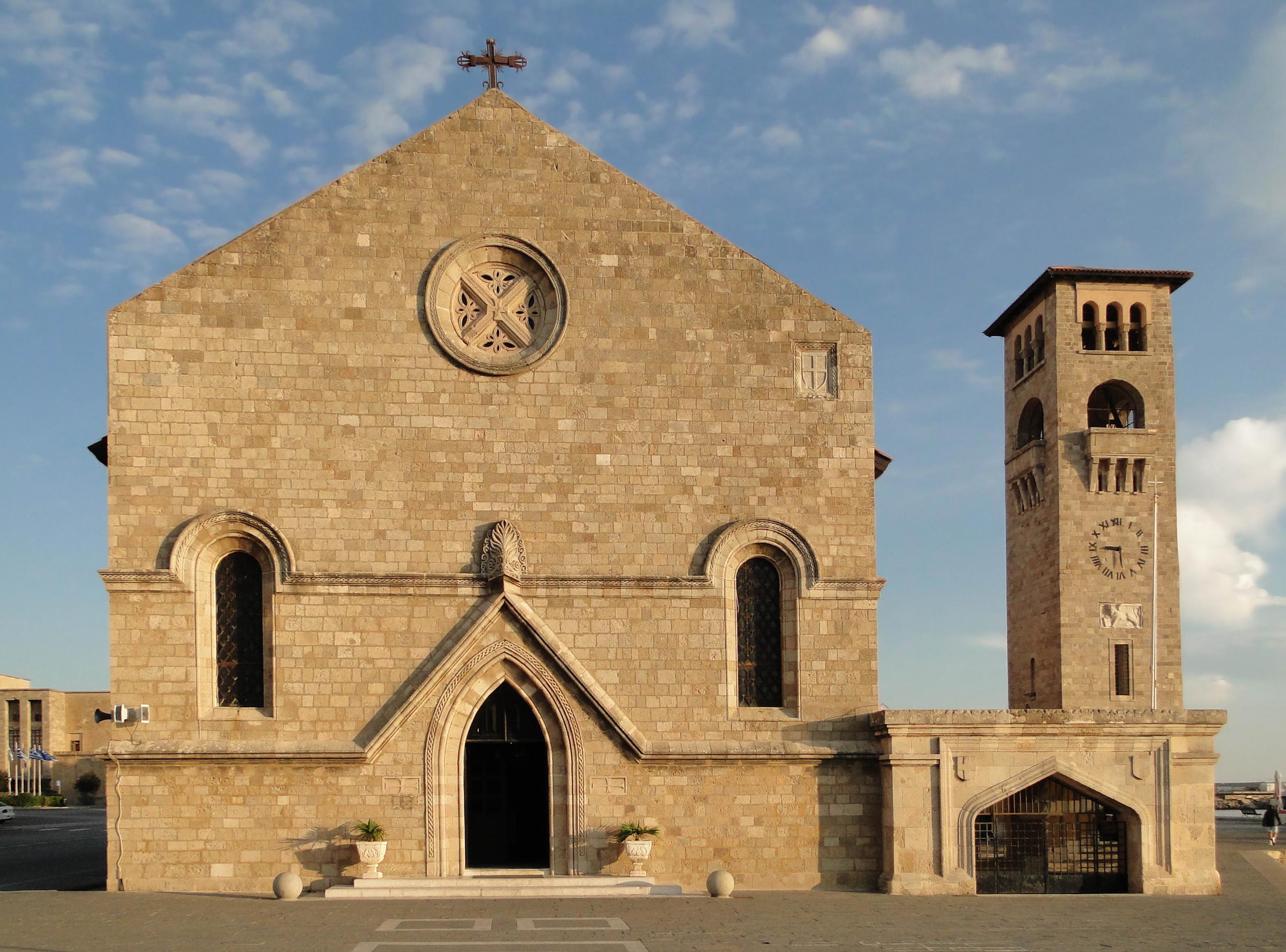
Kostel Zvěstování P. Marie
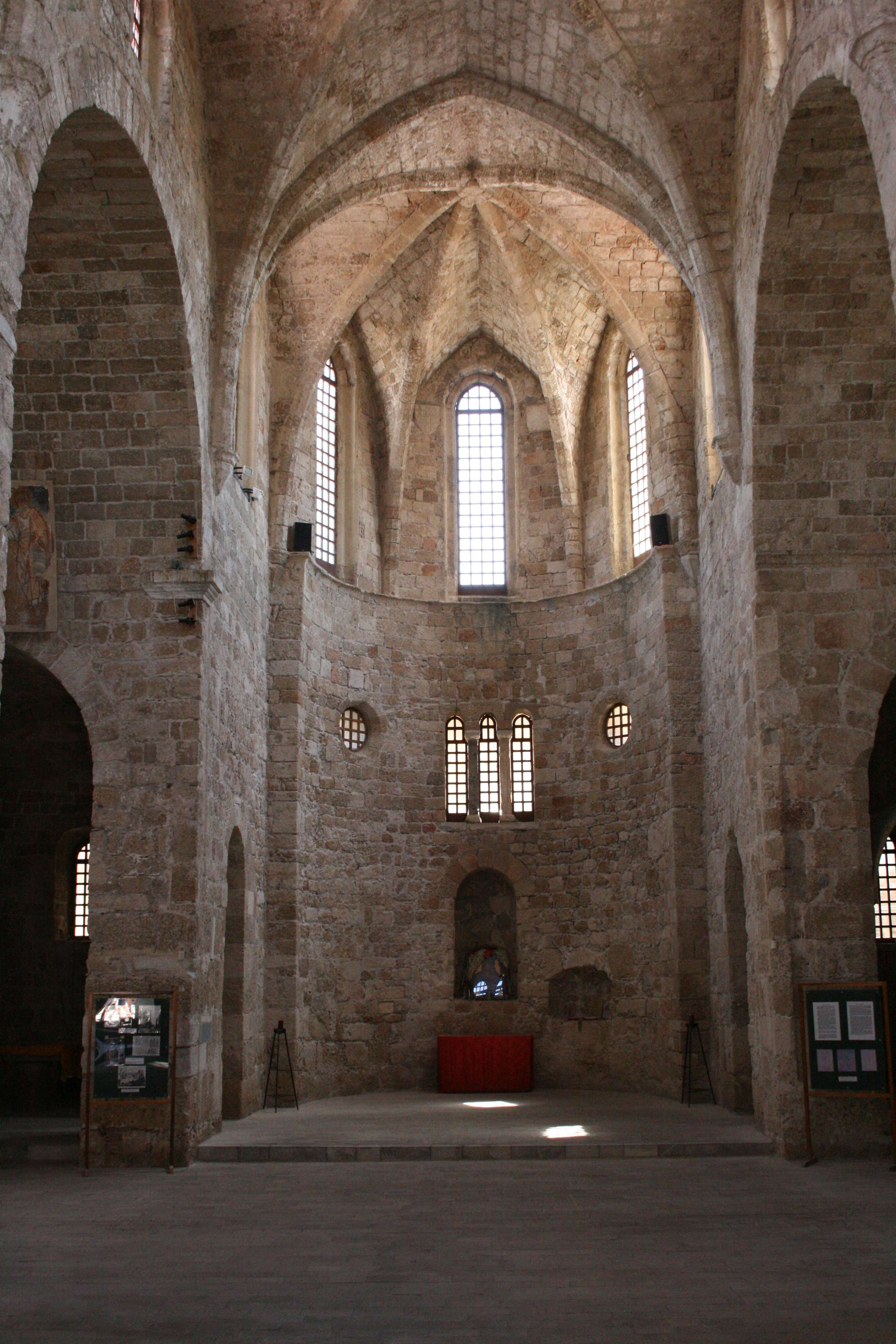
Panagia kastru, interiér
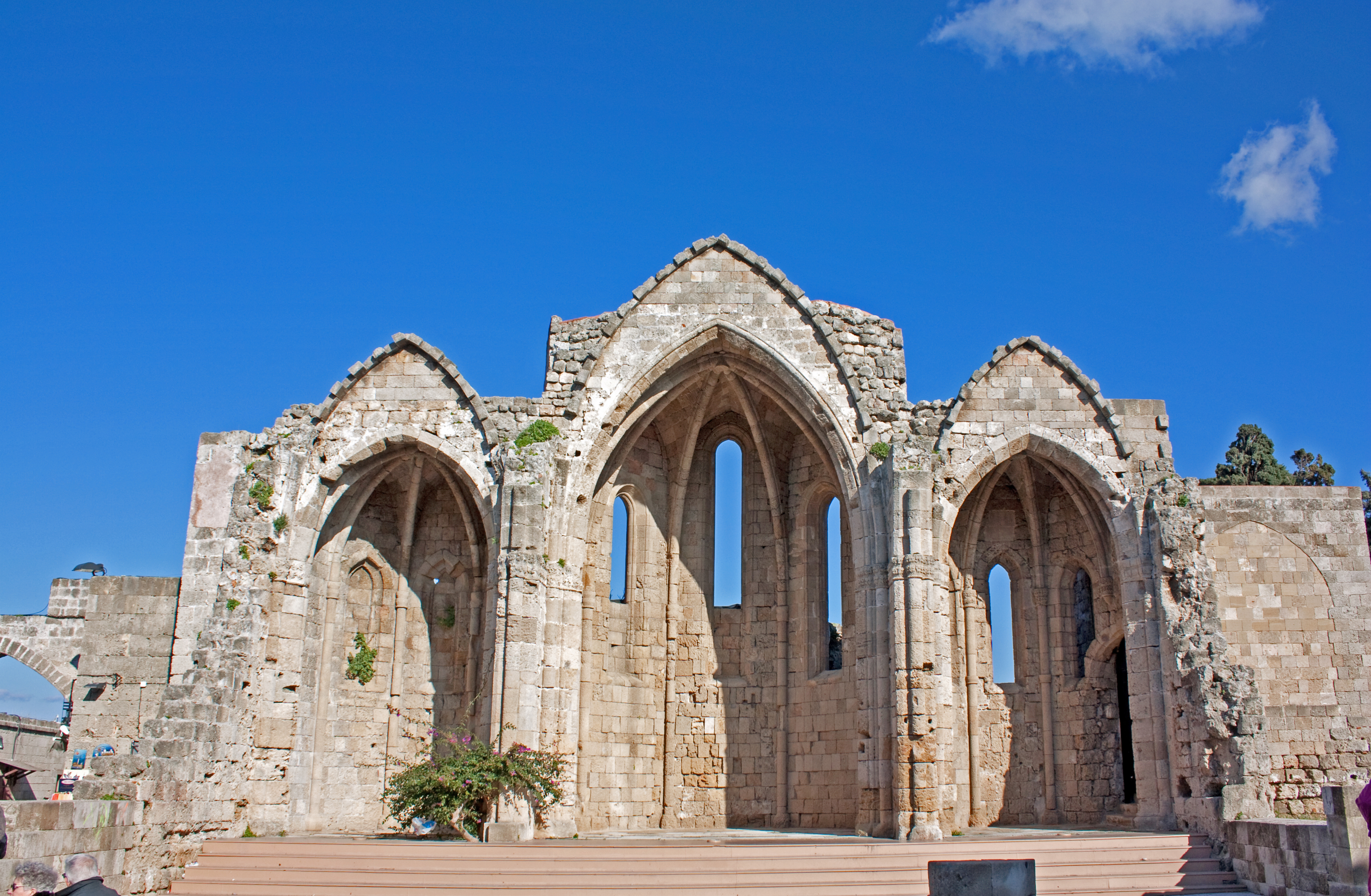
Trosky kostela Panny Marie
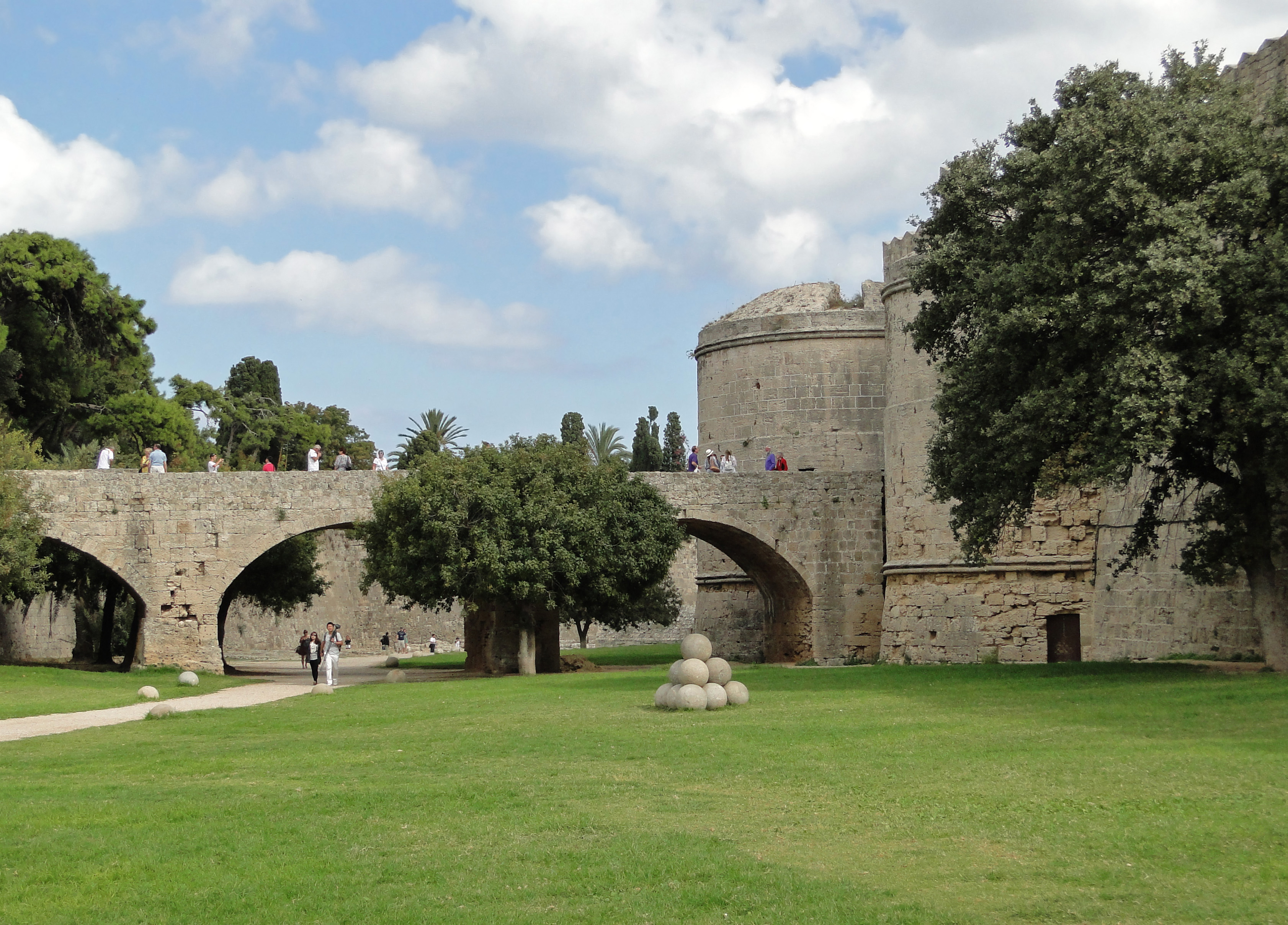
d'Amboiseho brána z hradního příkopu

## Partnerská města
- Jalta, Ukrajina